# Exeter (Nebraska)
Pour les articles homonymes, voir Exeter (homonymie).
Exeter est un village du comté de Fillmore, dans l'État du Nebraska, aux États-Unis. En 2020, il comptait une population de 516 habitants.